# Ángel Francisco Bocos Hernández
Ángel Francisco Bocos Hernández OMI (* 27. Januar 1883 in Ruijas; † 28. November 1936 in Paracuellos de Jarama) war ein spanischer Oblate der unbefleckten Jungfrau Maria.

## Leben
Am 31. Dezember 1900 begann er sein Noviziat in der Gemeinschaft der Oblaten. 1901 konnte er seine zeitlichen, 1907 seine ewigen Gelübde ablegen. Er lebte in der Folge in verschiedenen Klöstern der Oblaten in Italien, Frankreich und Spanien. 1929 wurde er in das Studienhaus in Pozuelo versetzt. Er wurde dort zusammen mit seinen Mitbrüdern im Zuge des Spanischen Bürgerkriegs am 22. Juli 1936 von bewaffneten Milizen unter Arrest gestellt, kam aber bereits am 25. Juli wieder frei. Er wurde am 15. Oktober 1936 von neuem inhaftiert und am 28. November zusammen mit zwölf seiner Mitbrüder hingerichtet.
Die Seligsprechung der 22 spanischen Märtyrer der Oblaten, darunter auch Angel Francisco Bocos Hernández, erfolgte am 17. Dezember 2011 in der Kathedrale von Madrid.